# Королевство Кандия

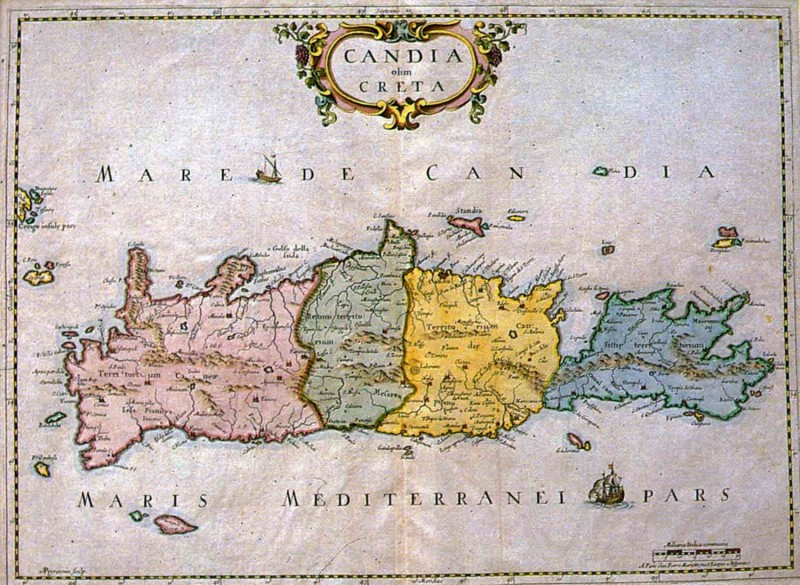
Административное деление Крита в XV веке.

Королевство Кандия (итал. Regno di Candia) или Герцогство Кандия (итал. Ducato di Candia) — официальное название Крита в период, когда остров был колонией Венецианской республики — с 1205—1212 годов, когда остров был завоёван Венецией, и до вхождения в состав Османской империи во время Критской войны (1645—1669). 
Столицей королевства был город Кандия (современный Ираклион). Ввиду нарастающей османской угрозы, особенно после падения Кипра, венецианцы уделяли большое внимание развитию военной инфраструктуры острова — строительству крепостей, мостов и дорог. Экономическая жизнь держалась на производстве и экспорте сахара и вина. В венецианский период экономика Крита, несмотря на былую славу капиталистической машины Венеции, постепенно приходила в упадок из-за низкой эффективности крепостного труда эксплуатируемых греческих крестьян, а также из-за нарастания конфликтности между православным греческим населением, находящимся в подчинённом положении, и венецианским меньшинством, насаждавшим католицизм. Несмотря на определенное культурное взаимодействие, греческое население характеризовались венецианцами как неблагонадежное и небоеспособное. Длительная (70 лет) война Венеции с турками также постепенно подорвала экономическую важность Крита.

## История

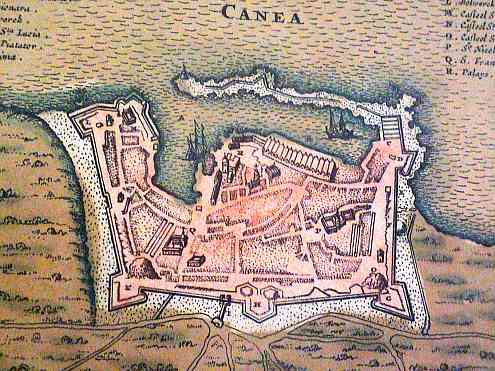
Изображение венецианской крепости Ханья.

Остров Крит являлся частью Византийской Империи до 1204 года, когда Четвёртый крестовый поход расторгнул империю и разделил её территории среди лидеров похода (см. Франкократия). Крит был первоначально выделен Бонифацию I Монферратскому, но, неспособный осуществить управление островом, он скоро продал свои права Венеции за 1000 серебряных марок. В 1204 году Крит был завоёван Генуей, но в 1205 году Венецианские войска заняли остров. После войны в 1210 году остров окончательно перешёл к Венеции.

## Административное деление
Венецианцы разделили остров на шесть областей (районов), названные в честь районов города Венеция. Острова Тинос и Китира, бывшие под венецианским управлением, были присоединены к Кандийскому королевству. В начале четырнадцатого столетия эти районы были объединены в четыре области, почти идентичные четырём современным префектурам Крита.

## Национально-освободительное движение
Греческое население Крита продолжало сохранять ромейскую идентичность, а также лояльность властям восстановленной в 1261 году Византийской империи: к примеру, в 1291 г. Андроник II Палеолог упоминается в чине на основание храма одной из местных церквей, хотя к этому времени островом уже более 80 лет управляли венецианцы. В течение первых двух столетий венецианского правления восстания против римско-католических венецианцев были частыми, восставших часто поддерживала Никейская империя. Между 1207 и 1368 годами насчитывается четырнадцать восстаний, последним и главным восстанием было объединившее греков и католиков-колонистов против финансовых требований Венеции восстание Святого Тита (по названию главного собора острова) в 1363—1368 годах.